# Сидерофільні елементи
Сидерофільні елементи (рос. сидерофильные элементы, англ. siderophile elements; нім. siderophile Elemente n pl) — група перехідних хімічних елементів (всього 11 елементів), що належать в основному до VIII групи періодичної системи, за геохімічними властивостями близьких до заліза (кобальт, нікель, рутеній, родій, паладій, осмій, іридій, платина, молібден і реній, а також залізо).
Разом із залізом беруть участь у складі ядер планет. Розташовуються в мінімумах кривої атомних об'ємів, феромагнітні і парамагнітні. Виявляють специфічну хімічну спорідненість до арсену, дещо меншу до сірки. Близькість фізико-хімічних властивостей атомів сидерофільних елементів, зумовлена значною мірою будовою зовнішніх електронних оболонок.
Виділені в окрему групу норвезьким вченим В. М. Ґольдшмідтом.